# 東都クリエート
株式会社東都クリエート（とうとクリエート）は、リサイクル商品の買取り販売を中心に「ブックオフ」「オーディン」等の店舗展開を行う総合リサイクル企業である。東都グループの中心企業である。
本社所在地は福島県福島市北矢野目字戸ノ内22-1。

## 営業展開地域
- 福島県を中心に、東北地方・関東地方で店舗展開している。近年[いつ?]、特に首都圏への出店が著しい。

## FC加盟による店舗
- ブックオフ：2017年5月時点で19店舗あるが、すべての店舗でタッチでおとくなメンバーズ未導入である。
- ゴルフパートナー
- カーセブン
- 石の癒

など

## 自社ブランドによる店舗
- オーディン
- エコ市場
- スマートエコステーション (eES)
- お車市場
- エルミタージュ

など多数

## 沿革
- 1979年（昭和54年） - 株式会社東都補償不動産 設立。
- 1991年（平成 3年） - ブックオフ加盟1号店 福島県庁前店をオープン。その後移転して福島駅前店となるが、のちに閉店。
- 1993年（平成 5年） - 東都商事株式会社 設立。
- 1995年（平成 7年） - オーディン1号店 野田町店を出店。
- 2003年（平成15年）12月 - 東都商事株式会社と株式会社オーディンの合併により、株式会社東都クリエートに社名変更。